# St. Martin (Martinsried)

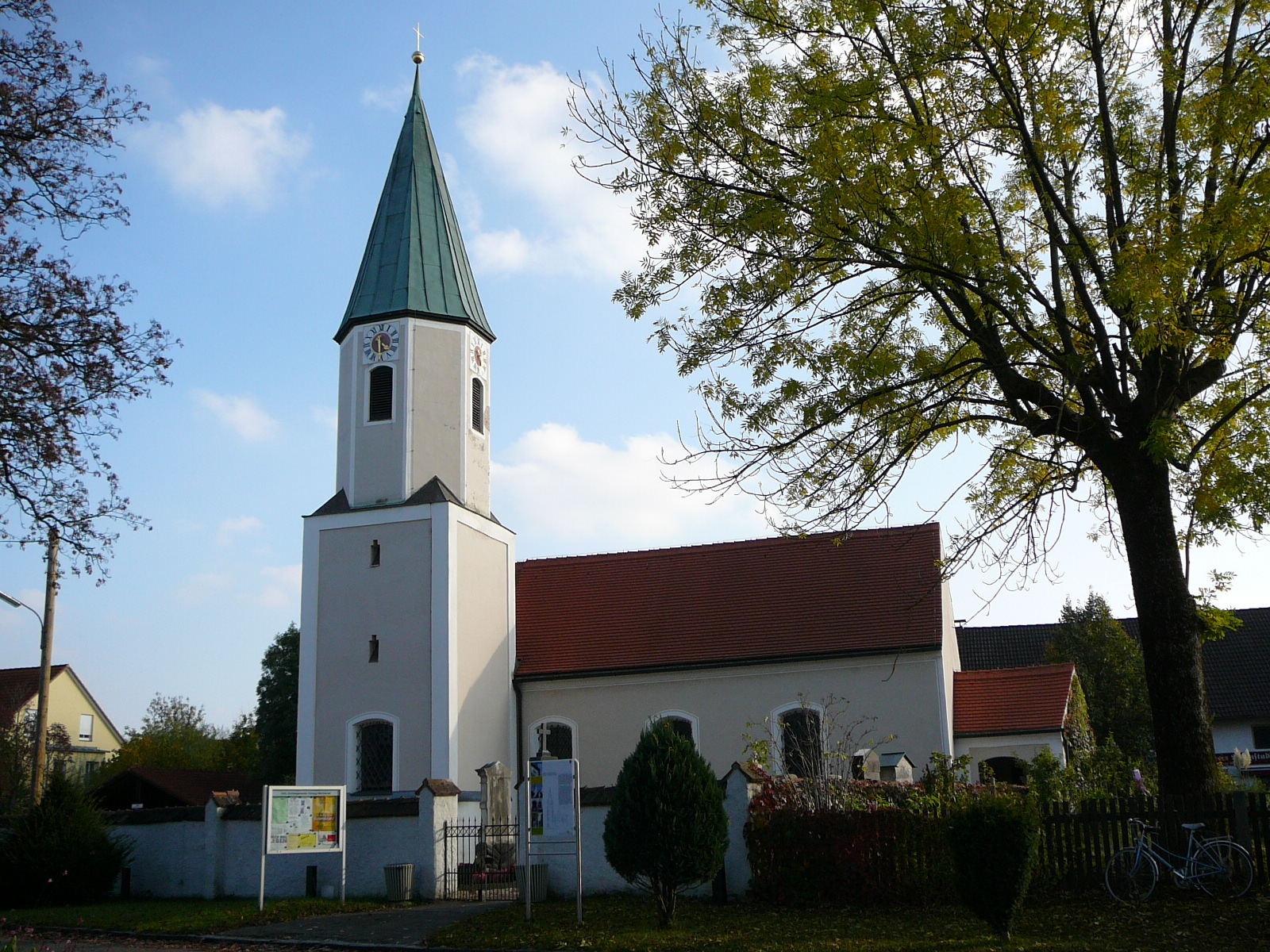
Die Kirche in Martinsried

St. Martin ist die katholische Kirche im Ortsteil Martinsried der oberbayerischen Gemeinde Planegg im Landkreis München.

## Geschichte

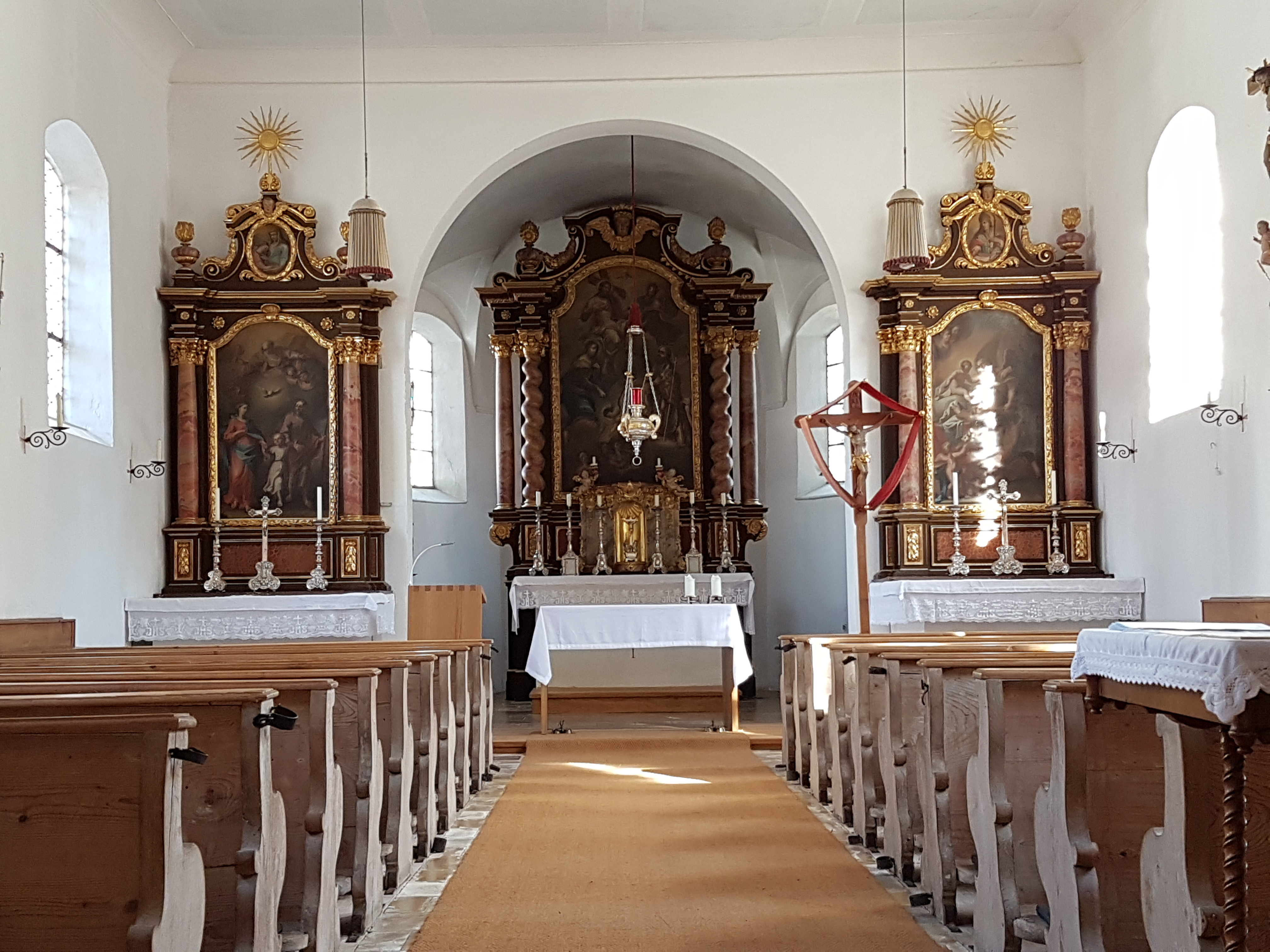
Innenraum

Eine erste Kapelle, „St. Martin in Riedt“ genannt, wird 1180 erwähnt. Im Jahr 1668 hört man von einem sehr baufälligen Gebäude dessen Ausstattung auch sehr zu wünschen übrig ließ. Durch den Einsatz seines Privatvermögens konnte der Vikar Jakob Lenz zwischen 1697 und 1699 die Kirche abbrechen und eine neue bauen lassen. Einen sehr geringen Beitrag zahlte das Kloster Dietramszell. Obwohl Jakob Lenz während der Bauarbeiten verstarb, wurden diese weitergeführt und nach einigen Schwierigkeiten 1708 mit der Konsekration abgeschlossen. Sie ist nunmehr im herkömmlichen Landstil erbaut und hat drei Altäre.
1775 wurde St. Martin zur Pfarrkirche erhoben. Im August 1843 wurde der Turm zusammen mit der Kirche wegen Baufälligkeit gesperrt. Die Renovierung beinhaltete gleichzeitig auch eine Erweiterung, da Planegg und Steinkirchen von 1824 an zum Pfarreigebiet gehörten. Am 21. Juni 1846 wurde die renovierte und mit neuem Turm versehene Kirche wieder eingeweiht. Mit einem Vorhaus wurde die Kirche dann 1856 versehen. Neben immer wieder durchgeführten Renovierungen blieb daraufhin der Grundbestand der Kirche gleich.
Heute ist St. Martin eine Filiale der Pfarrei St. Elisabeth in Planegg.
Sie hat das Patronat des Martin von Tours.

## Orgel
Die Orgel mit fünf Registern auf einem Manual und Pedal wurde von Franz Borgias Maerz als op. 449 im Jahr 1903 neu gebaut. Die Disposition lautet:
| Manual     |       |
| Principal  | 8′    |
| Gedackt    | 8′    |
| Salicional | 8′    |
| Octav      | 4′    |
| Mixtur III | 2 ⁄3′ |

| Pedal  |     |
| Subbaß | 16′ |

- Koppeln: M/P
- Spielhilfen: Tutti
- Bemerkungen: Kegelladen, pneumatische Spiel- und Registertraktur